# Iglesia de San Paciano (Barcelona)
La iglesia de San Paciano se encuentra en el distrito de San Andrés de Barcelona. Fue construida entre 1876 y 1881 como capilla para el colegio de la Congregación de Religiosas de Jesús-María en la entonces villa de San Andrés de Palomar, posteriormente anexionada a la Ciudad Condal. De estilo neogótico, fue construida por Joan Torras i Guardiola, un arquitecto oriundo de San Andrés. La decoración de la capilla fue confiada al entonces recién graduado arquitecto Antoni Gaudí (1879-1881), que supuso el inicio de varias obras para esta congregación. Actualmente solo se conserva el mosaico del pavimento.
Esta obra está inscrita como Bien Cultural de Interés Local (BCIL) en el Inventario del Patrimonio Cultural catalán con el código IPA-43762.

## Historia y descripción

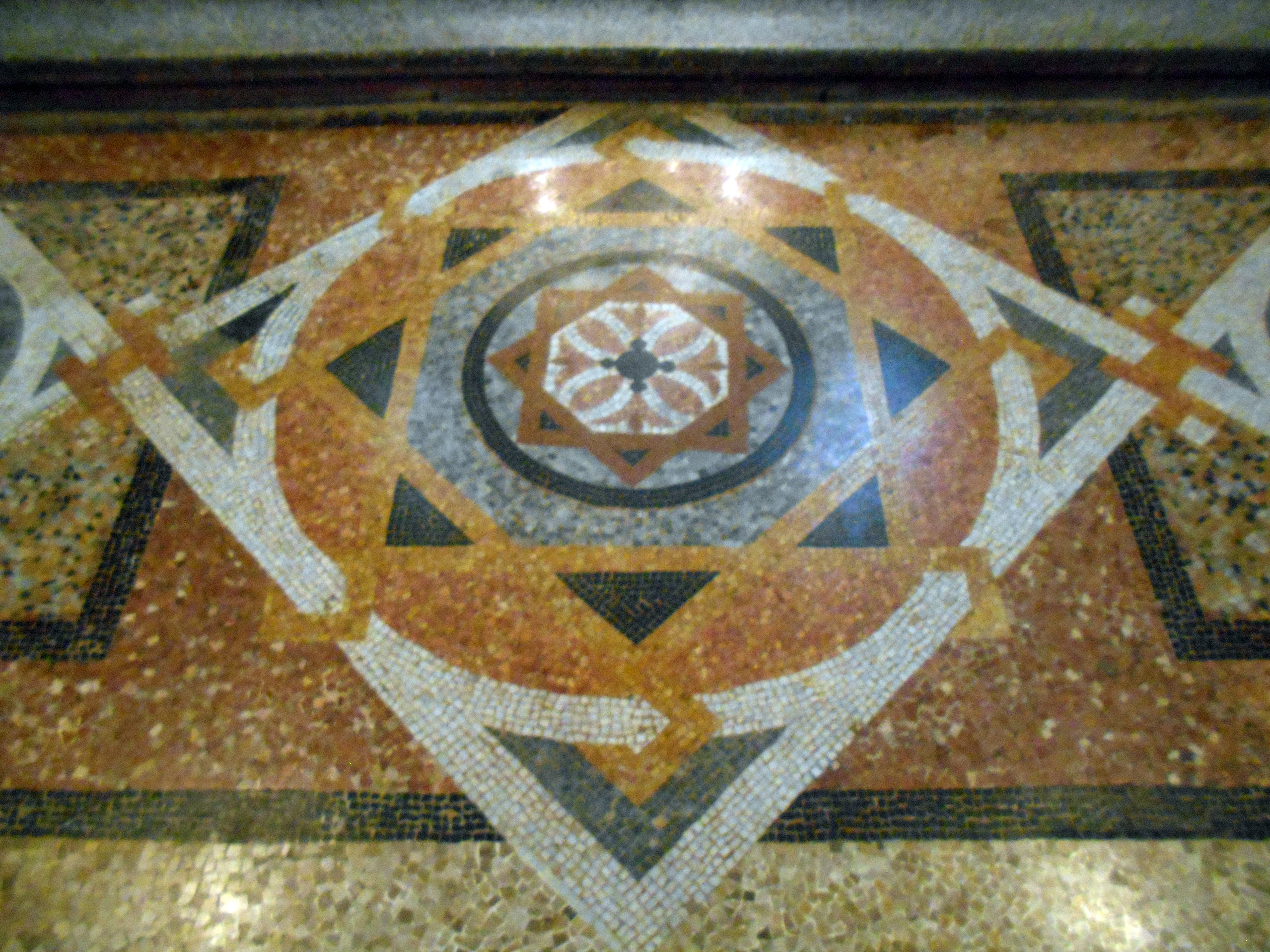
Mosaico de la iglesia de San Paciano, obra de Gaudí

La Congregación de Religiosas de Jesús-María fue fundada por Claudina Thévenet en 1818, con el objetivo principal de otorgar una educación cristiana a los jóvenes, especialmente los más pobres y vulnerables. En España, su primera fundación fue en 1850 en San Andrés de Palomar, por entonces un municipio vecino de Barcelona que fue posteriormente agregado como distrito a la ciudad, en 1898.
La Congregación edificó un colegio en 1850 y, en 1876, encargaron al arquitecto Joan Torras i Guardiola una capilla para el colegio, situada en la calle de San Jaime n.º 40 (actualmente calle del Vallés). Fue construida entre 1876 y 1881, fecha en que fue consagrada. Es una iglesia de estilo neogótico, de nave única, con bóvedas ojivales nervadas, muros de mampostería entre contrafuertes con altos ventanales, presbiterio poligonal, coro y campanario. En 1890, las monjas de Jesús-María vendieron la iglesia a los maristas. Incendiada en 1909 durante la Semana Trágica, los maristas vendieron la finca y la iglesia fue utilizada como almacén de grano, hasta que en 1923 fue comprada por el Obispado de Barcelona, que la consagró a san Paciano. Durante la Guerra Civil fue usada como comedor popular. Desde entonces es una parroquia del Arciprestazgo de San Andrés.
En 1985 se instalaron en el interior de la iglesia unas pinturas murales de Eudald Serrasolses, así como una talla de Cristo Resucitado, obra de Juan María Medina Ayllón, en la capilla del Santísimo.

### Mosaico de Gaudí
Joan Torras fue uno de los maestros de Gaudí durante su formación, motivo por el que probablemente recibió el encargo de completar la decoración de la iglesia. Gaudí realizó diversas intervenciones en la iglesia y el colegio: en la primera diseñó el altar, la custodia, el mosaico del pavimento y la iluminación; en el colegio fue artífice del mobiliario. La mayoría de estas obras se perdieron en un incendio provocado en el transcurso de la Semana Trágica en 1909, del que solo subsistió el mosaico; también se conservan las abrazaderas de los aparatos de iluminación, que habían sido anteriormente trasladadas por las monjas a otro colegio. Del altar se sabe que era de estilo gótico y la custodia de estilo bizantino, pero no se tienen más detalles. El mosaico es una obra de opus tessellatum, realizada probablemente por el mosaiquista italiano Luigi Pellerin, autor del mosaico del vestíbulo de la iglesia de las Salesas, obra de Joan Martorell —otro de los maestros de Gaudí— en la que intervino Gaudí como ayudante. El mosaico está formado por pequeñas piezas de mármol, unidas por mortero de cal. En la nave y el presbiterio tiene motivos geométricos, mientras que en el crucero figuran diversas letras: J y M, por Jesús y María; y Α y Ω (alfa y omega), la primera y última letras del alfabeto griego, que en el ámbito cristiano se corresponden a la simbología del principio y el fin, identificados con Jesucristo o Dios. Este pavimento fue restaurado en 1986 por Lluís Bru, cuya intervención fue inaugurada en 1989 por el cardenal Narcís Jubany.
Gaudí realizó para estas mismas religiosas la decoración de la capilla del Colegio de Jesús-María de Tarragona (1880-1882), donde realizó el altar, el ostensorio y la sillería del coro.